# Calexico
Calexico é uma cidade localizada no estado norte-americano da Califórnia, no Condado de Imperial. Faz fronteira com a cidade mexicana de Mexicali. Foi incorporada em 16 de abril de 1908.

## Geografia
De acordo com o United States Census Bureau, a cidade tem uma área de 21,7 km², onde todos os 21,7 km² estão cobertos por terra.

### Localidades na vizinhança
O diagrama seguinte representa as localidades num raio de 40 km ao redor de Calexico. 

## Demografia
Segundo o censo nacional de 2010, a sua população é de 38 572 habitantes e sua densidade populacional é de 1 775,06 hab/km². Possui 10 651 residências, que resulta em uma densidade de 490,15 residências/km².

## Lista de marcos
A relação a seguir lista as entradas do Registro Nacional de Lugares Históricos em Calexico.
- Calexico Carnegie Library
- US Inspection Station-Calexico